# Karl Maria Schwamberger
Karl Maria Schwamberger (* 9. Oktober 1905 in Wien; † 26. September 1967) war ein österreichischer Cellist und Gambist.

## Leben und Wirken
Karl Maria Schwamberger wuchs in Wien auf und besuchte bereits im Alter von 15 Jahren, neben der Realschule die Cello-Klasse an der Akademie für Musik und darstellende Kunst in Wien. Mit 19 spielte er fallweise an der Wiener Oper und unterrichtete an der Musikschule Sankt Pölten. 1926 kam er als Cello-Lehrer an die Rheinische Musikschule Köln. Im Kreis um Paul Grümmer beschäftigte er sich auch intensiv mit der Gambe. In Köln heiratete er die Absolventin der Kölner Hochschule (Klavierklasse Dahm) Grete Vogt.
Nach vielen Jahren als Kammermusiker war er nach dem Zweiten Weltkrieg am Brucknerkonservatorium in Linz, am Mozarteum Salzburg und in Wien als Lehrer für Cello und Gambe tätig und profilierte sich auch als Experte für Baryton. 1956 erhielt er vom österreichischen Bundespräsidenten den Professorentitel am Mozarteum. Er war Mitglied der Innviertler Künstlergilde.
Im Frühjahr 1966 führte er für die Jugendstunde des Saarländischer Rundfunk der ARD durch die 3-teilige Sendereihe Von der Viola da Gamba zum Violoncello-Der Wandel eines Saiteninstruments.